# Розмноження рослин
Розмноження рослин — сукупність процесів, що призводять до збільшення числа особин певного виду; у рослин відбувається безстатеве, статеве і вегетативне (безстатеве і статеве розмноження об'єднують у поняття генеративне розмноження). Вивчення різних аспектів розмноження є предметом репродуктивної біології.

## Порівняльна характеристика типів розмноження рослин
| Тип розмноження                                                                                               | Генетична основа                                  | Основоположні процеси                        | Типи діаспор (тобто зачатків нових особин)               |
| --- | ------------------------------------------------- | -------------------------------------------- | -------------------------------------------------------- |
| Вегетативне                                                                                                   | Початкова плоїдність зберігається                 | Регенерація                                  | Фрагменти вегетативних органів, виводкові тіла і бруньки |
| Генеративне: а) безстатеве розмноження; б) статеве відтворення і статеве розмноження в) насіннєве розмноження | Дворазова зміна плоїдності в ході життєвого циклу | Мейоз (безстатеве) Статевий процес (статеве) | Мейоспори Гамети Насіння і плоди                         |

Безстатеве розмноження відрізняється від вегетативного тим, що при вегетативному розмноженні дочірня особина, генетично ідентична материнській (клон), обов'язково отримує фрагмент материнського організму, оскільки утворюється з нього; при безстатевому ж розмноженні цього не відбувається.
В основі генеративного розмноження лежить чергування двох ядерних фаз — гаплоїдної і диплоїдної. Це чергування обумовлене двома альтернативними процесами — заплідненням і редукційним поділом (мейозом). У рослин гаплоїдна фаза, що утворює гаплоїдні гамети, називається гаметофітом, а диплоїдна фаза, що формує гаплоїдні спори, з яких розвиваються гаметофіти, — спорофітом. Спорофіт і гаметофіт можуть як відрізнятися один від одного морфологічно (гетероморфний життєвий цикл), так і бути однакової будови (ізоморфний життєвий цикл).
Відмінність статевого розмноження від статевого відтворення полягає в тому, що в першому випадку на гаметофіті формується єдиний зародок спорофіта, а в другому — декілька. У більшості рослин відбувається статеве відтворення.

## Вегетативне розмноження

### Водорості

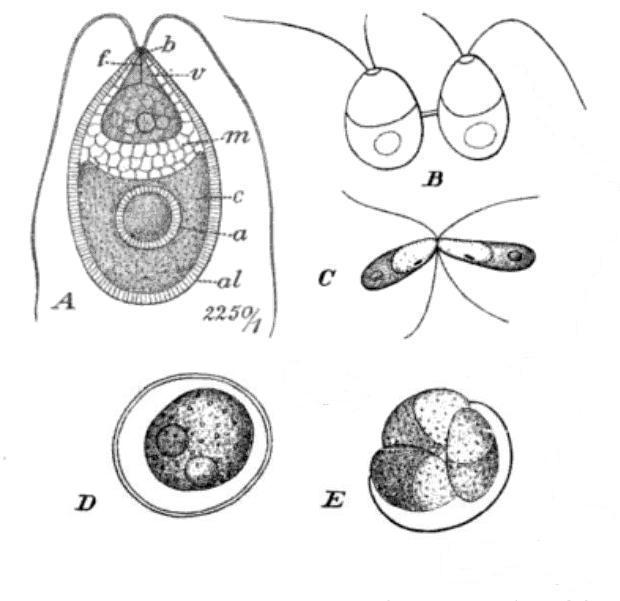
. A: вегетативна клітина; B: зооспори у клітинному поділі; C: гамети, що паруються; D: зріла зигоспора; E: проростання зигоспори

У водоростей вегетативне розмноження здійснюється трьома основними способами:
- поділом одноклітинних організмів;
- мітоспорами (нерухомими апланоспорами та рухливими зооспорами)
- спеціалізованими структурами (див. нижче)[4].

У діатомових водоростей вегетативне розмноження полягає в поділі материнської клітини, причому кожна дочірня клітина успадковує одну зі стулок материнського панцира, добудовуючи відсутню. У деяких бурих водоростей для вегетативного розмноження слугують спеціальні легковідламувані короткі гілочки (рід Sphacelaria). Виводкові гілочки є також у хари.

### Вищі рослини
Майже всі вищі рослини здатні до вегетативного розмноження. Це обумовлено їх високою регенераційною здатністю, в основі якої лежать наявність у них меристем і здатність живих клітин постійних тканин до дедиференціації.
- партикуляція;
- сарментація;
- вегетативна діаспорія[4].

#### Партикуляція
Партикуляція полягає в розщепленні рослини на фрагменти — партикули через відмирання центральної частини кореневої системи і сильно здерев'янілої основи пагона (каудекса) (нерідко партикулюють і кореневища). Відокремлені партикули мають стебла й корені і здатні до самостійного існування. Зазвичай, але не завжди, партикуляція відбувається у старих рослин.
Партикуляція зустрічається у деяких чагарників та багаторічних трав'янистих рослин: полину, прострілу, борця, живокосту, анемони.

#### Сарментація

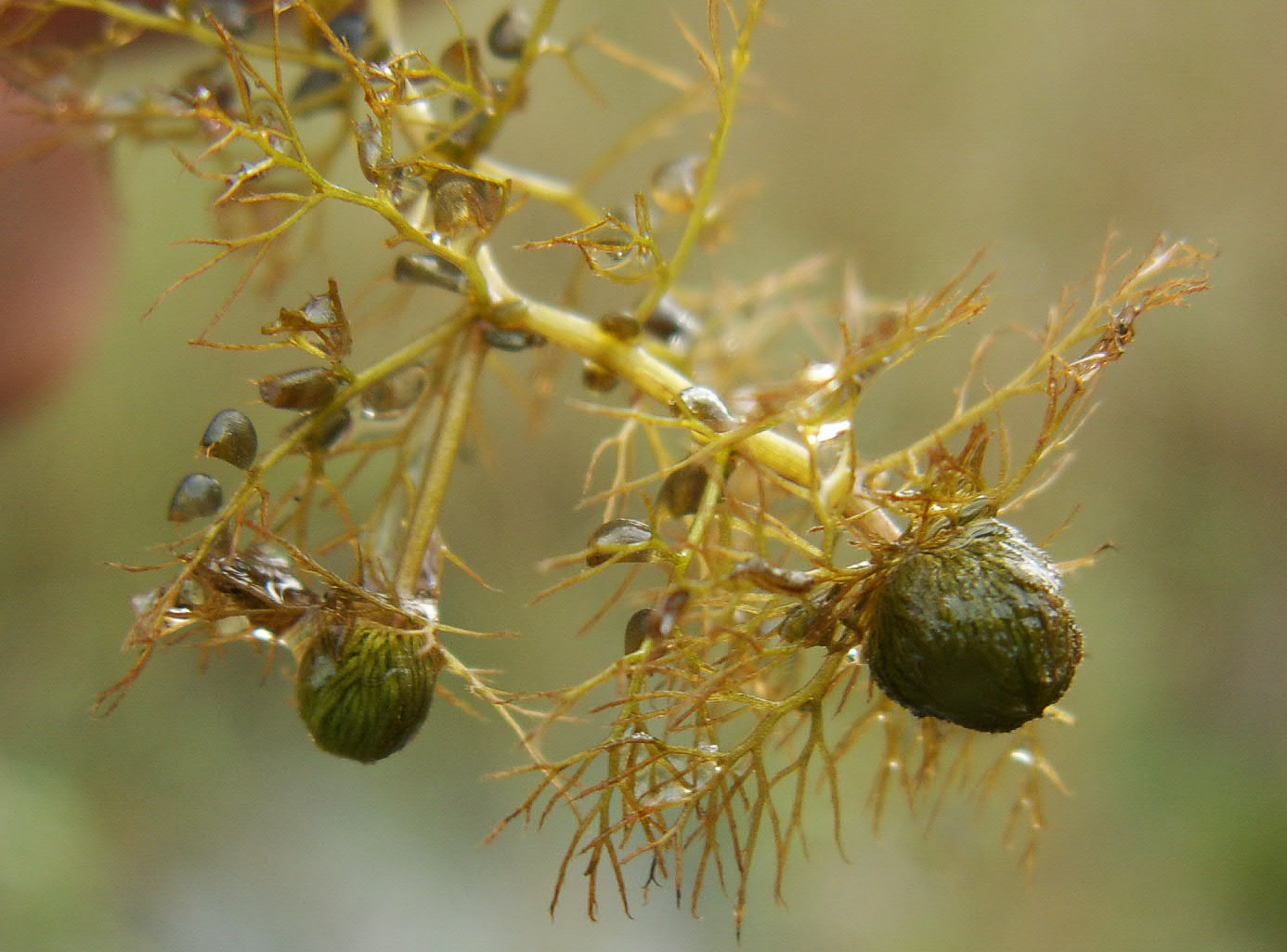
Туріони

Під час сарментації нові особини відокремлюються від материнської рослини вже після їх вкорінення, тобто переходу до самостійного існування.
До сарментації відносять розмноження відводками (вкоріненими гілками, які відокремилися від материнської рослини), укорінюваними у вузлах пагонами, столонами, батогами і вусами (батоги, на відміну від вусів, мають добре розвинені листки). Крім того, у вегетативному розмноженні за типом сарментації можуть брати участь кореневище (утворені з бруньок на кореневищі нові пагони укорінюються, а кореневище між ними відмирає; так відбувається, наприклад, у Іван-чаю) і зимуючі бруньки — туріони. Нарешті, до сарментації відносять розмноження кореневими нащадками — пагонами, що розвилися на корені з додаткової бруньки.

#### Вегетативна діаспорія
У вегетативній діаспорії беруть участь фрагменти пагонів, видозмінені органи, а також спеціалізовані діаспори. Цей спосіб забезпечує найбільшу чисельність потомства та ефективність його розселення.
Прикладами рослин, що розмножуються фрагментами пагонів, є верба і елодея. Активне розмноження відбувається за допомогою бульб, цибулин, бульбоцибулин, кореневих шишок. Прісноводна ряска надзвичайно ефективно розмножується філокладіями (лістецами).

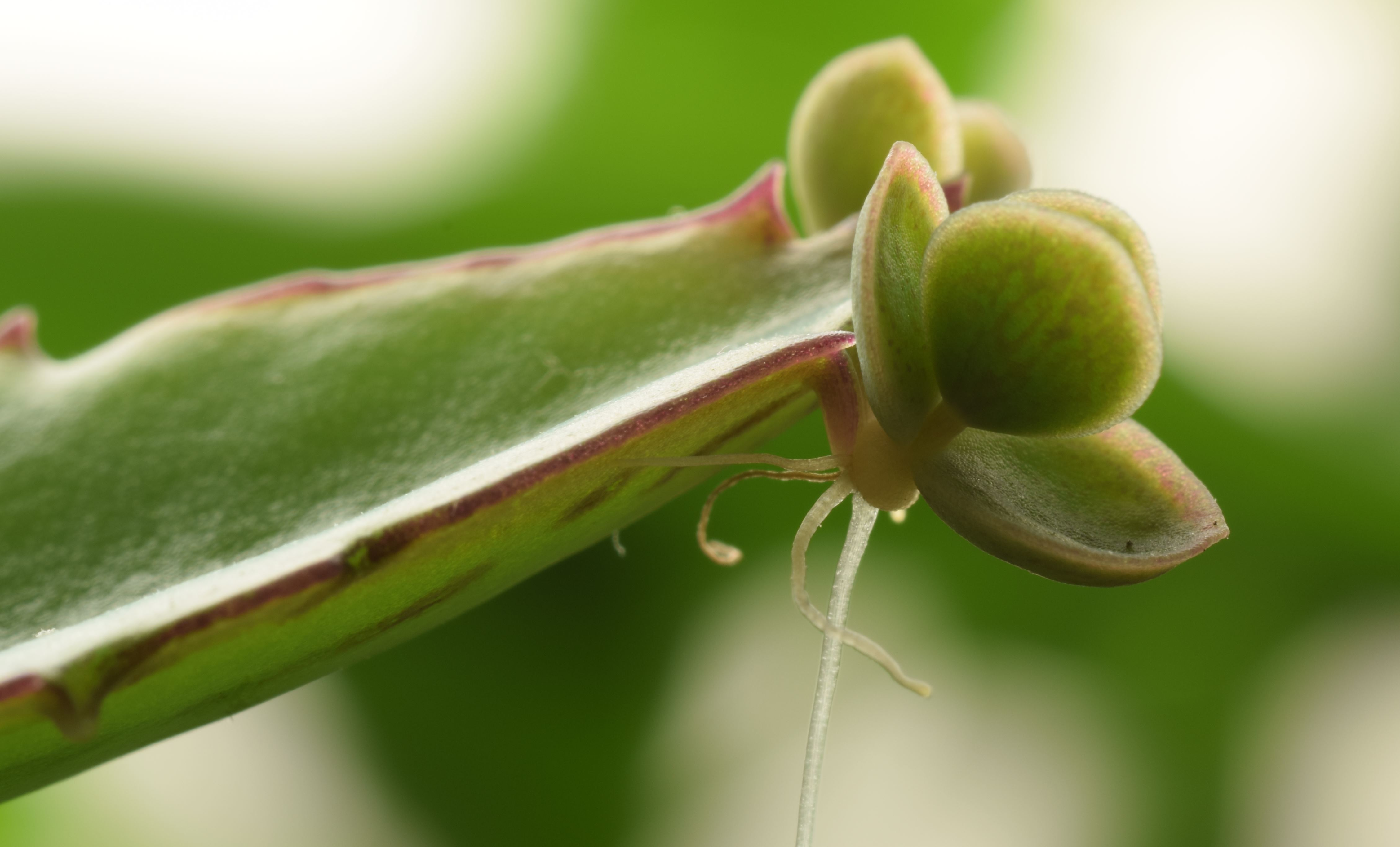
Виводкова брунька Kalanchoe daigremontiana

У деяких рослин вегетативне розмноження здійснюється за допомогою додаткових бруньок (настурція лікарська, деякі види жерухи тощо). У пазухах листя тигрової лілії, суцвітті тонконога, жерухи цибулинної формуються невеликі цибулини і бульби — зачатки метаморфізованих пагонів.
Високоспеціалізованими діаспорами є кореневищні пазушні бруньки деяких видів анемони (напр., Anemone flucciola), бруньково-кореневі бульби пшінки весняної. При їх утворенні формуються не тільки бруньки, але й корінь, що гіпертрофується внаслідок накопичення запасних речовин. Своєрідні виводкові тіла є у печінкового моху маршанції, що розвиваються на особливих виростах талома — виводкових кошиках. Особливі виводкові структури є й у багатьох листостеблових мохів.

Окремим різновидом вегетативної діаспорії є живородіння, або вівіпарія. У разі несправжнього живородіння на вегетативних органах материнської рослини розвиваються мініатюрні рослинки, що мають усі вегетативні органи. Такі бруньки розвиваються на листках бріофілуму і каланхое, деяких папоротей (наприклад, костянця живородного). При істинному живородінні укладений у насінину зародок проростає безпосередньо на материнській особині, як у деяких мангрових дерев, наприклад, різофори.

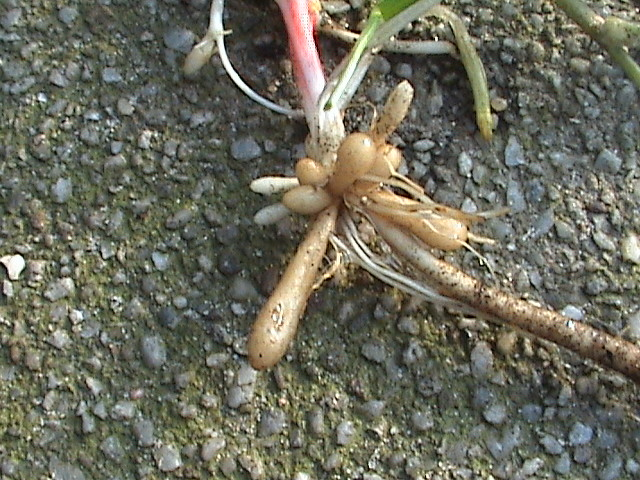
Бруньково-кореневі бульби пшінки весняної (Ranunculus ficaria)
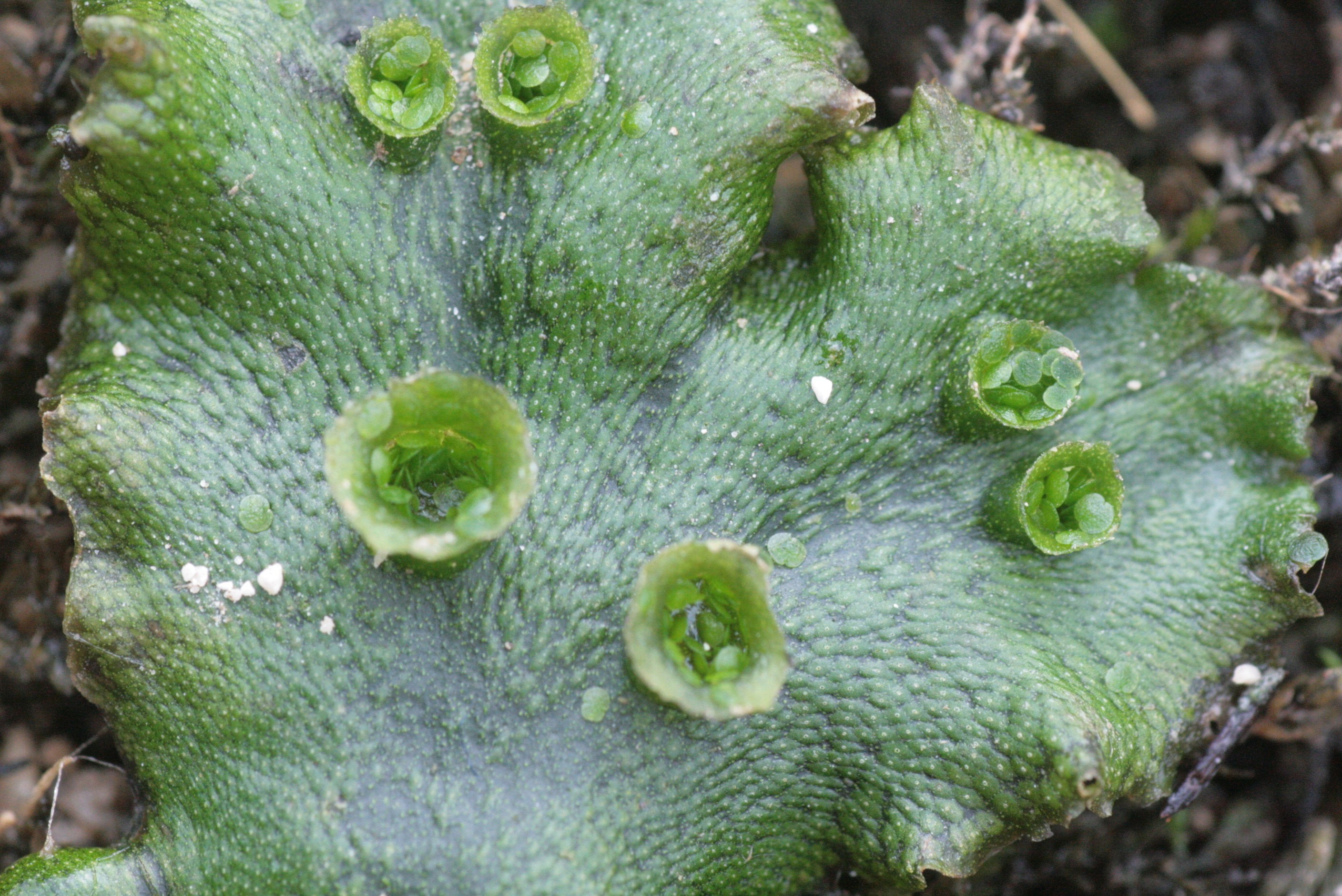
Виводкові тіла на таломі маршанції мінливої (Marchantia polymorpha)
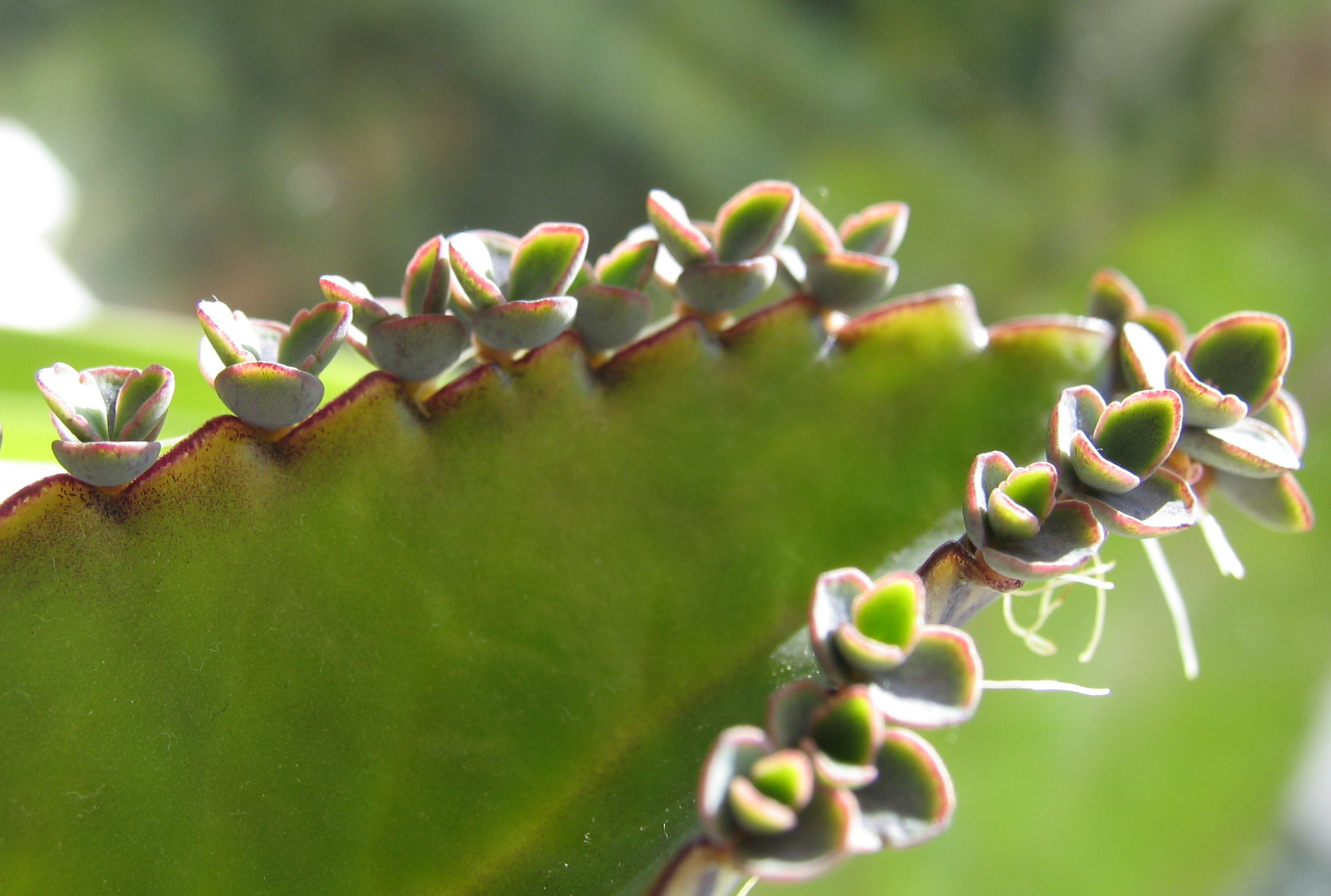
Виводкові бруньки з корінням на листках каланхое Дайгремонта (Marchantia polymorpha)
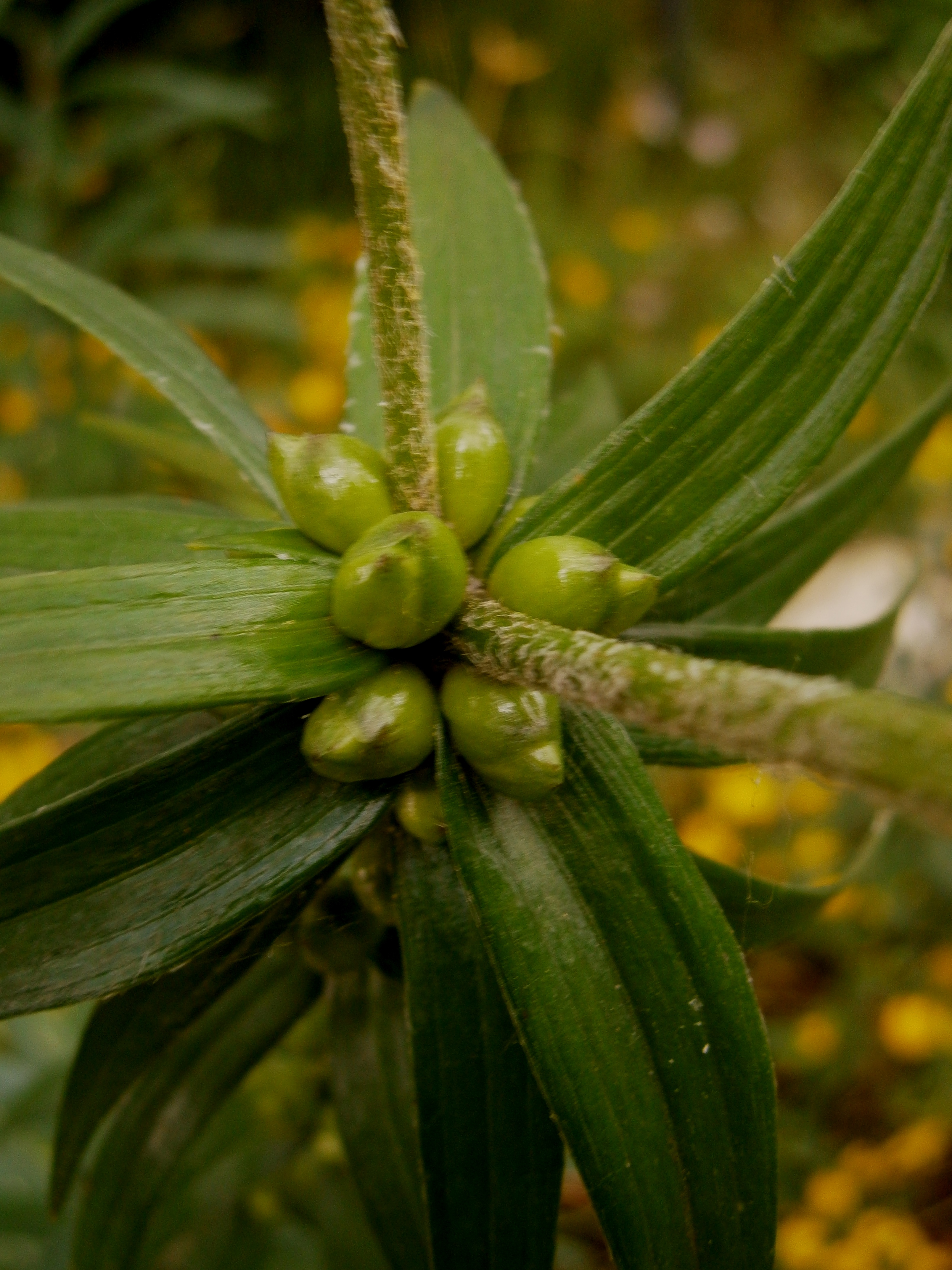
Цибулини лілії цибулинконосної (Lilium bulbiferum) в пазухах листків
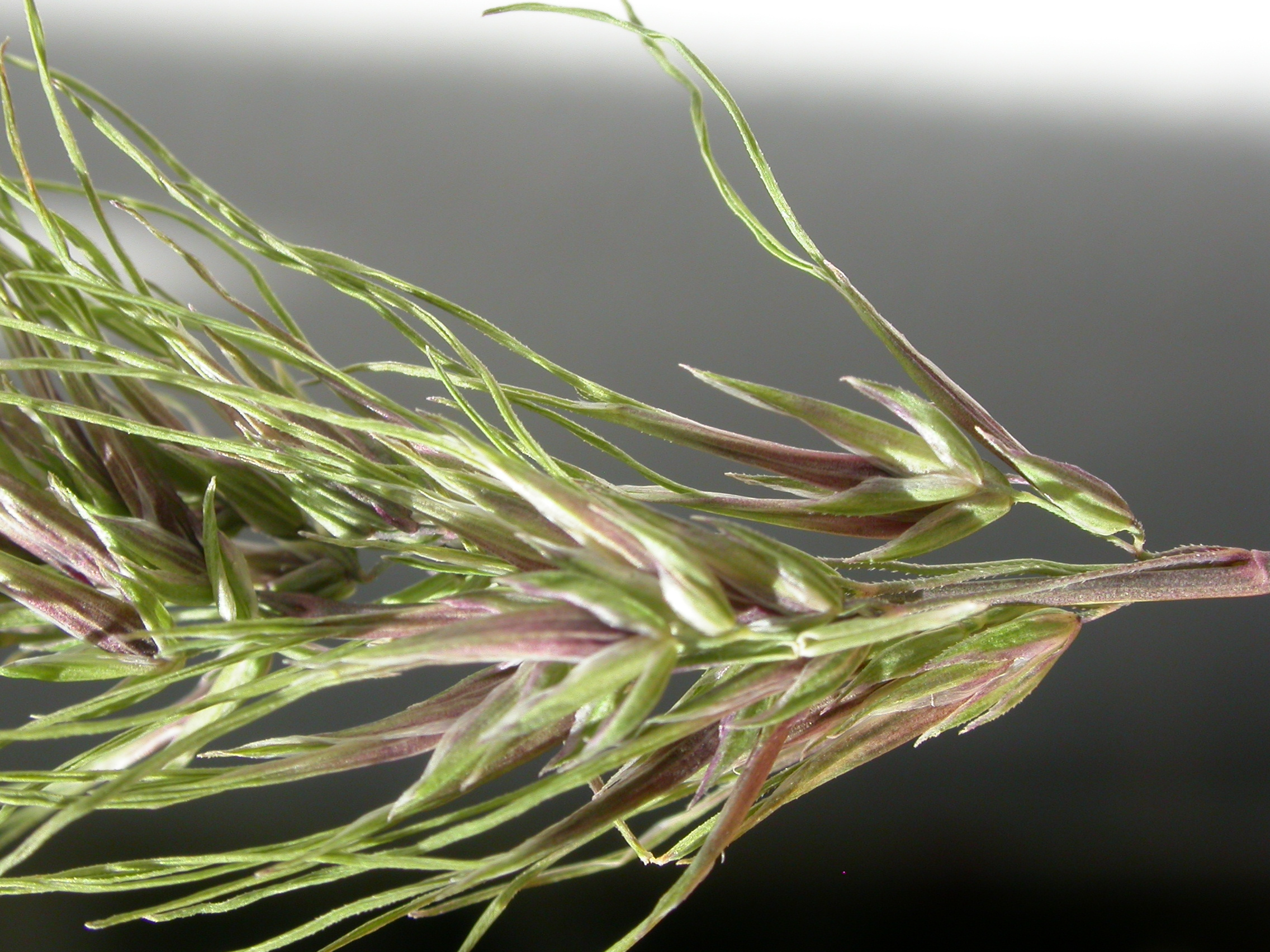
Цибулинки в суцвітті тонконогу бульбистого (Poa bulbosa)
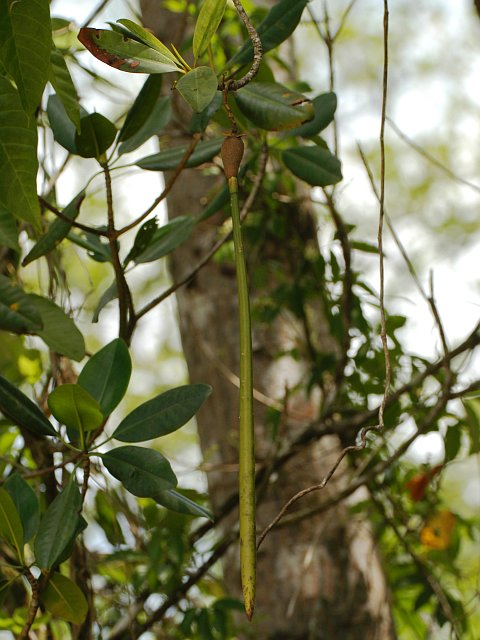
Повністю сформований сіянець на материнській рослині різофори Rhizophora racemosa

## Безстатеве розмноження

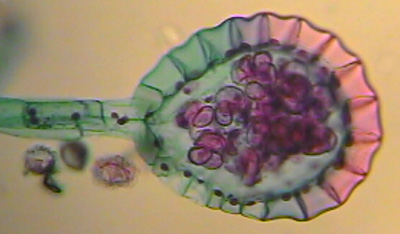
Утворення гаплоїдних спор у спорангії папороті

Безстатеве розмноження рослин здійснюється гаплоїдними спорами — апланомейоспорами. Вони формуються в спеціальних органах — спорангіях. У водоростей у більшості випадків спорангії одноклітинні (тільки у деяких водоростей спорангії багатоклітинні, але не диференційовані на тканини).
У вищих рослин спорангії багатоклітинні, їх клітини диференційовані. Фертильні клітини складають археспорій — спорогенну тканину, зовнішні стерильні клітини складають захисну стінку. З зовнішніх клітин археспорію формується вистилальний шар — тапетум, який, розпливаючись, утворює периплазмодій. Наявні в ньому поживні речовини витрачаються на утворення спор.
Клітини археспорію, ділячись мітозом, дають початок спороцитам, які, ділячись мейозом, утворюють тетради спор.
Спори покриті дво- або тришаровою оболонкою — спородермою. Спори легкі, багаті цитоплазмою, мають велике ядро, пропластиди; запасні речовини нерідко представлені жирами.
Зі спор розвиваються гаметофіти (заростки). У разі рівноспорових рослин всі спори мають однакові розміри. Це явище отримало назву ізоспорії. При гетероспорії утворюються спори різних розмірів. Більші спори (мегаспори) дають початок жіночим гаметофітам, а дрібніші (мікроспори) — чоловічим; такі рослини називаються різноспоровими.

## Статеве розмноження
Основу статевого розмноження (або відтворення) становить статевий процес злиття чоловічої та жіночої гамет. Органи, що утворюють їх, — антеридій і архегоній — розвиваються на рослинах статевого покоління — гаметофітах. У водоростей (за винятком харових) вони одноклітинні, у вищих рослин — завжди багатоклітинні, як і спорангії.
Внутрішні фертильні клітини антеридію складають сперматогенну тканину, що утворює чоловічі гамети (спермії). Типовий зрілий архегоній складається з розширеного черевця і вузької шийки, заповненої шийковими канальцевими клітинами. У процесі еволюції кількість фертильних клітин скоротилася до єдиної яйцеклітини. Запліднення внутрішнє, у черевці архегонію. Утворювана при цьому зигота являє собою першу клітину спорофіта.
Тут наведено найзагальнішу характеристику статевого розмноження рослин; разом з тим у окремих груп рослин воно має свої суттєві особливості.